# مارك فورستر (لاعب كرة قدم)
مارك فورستر (بالإنجليزية: Mark Forster)‏ (1 نوفمبر 1964 في المملكة المتحدة - ) هو لاعب كرة قدم بريطاني في مركز الهجوم. لعب مع ليستر سيتي وGuisborough Town F.C. ‏ وSouth Bank F.C. ‏ ودارلينجتون إف سى.